# Labrit
Labrit ist eine französische Gemeinde mit 849 Einwohnern (Stand 1. Januar 2022) im Département Landes in der Region Nouvelle-Aquitaine (vor 2016: Aquitanien). Sie gehört zum Arrondissement Mont-de-Marsan und zum Kanton Haute Lande Armagnac.
Die Siedlung hieß in gallorömischer Zeit Albretum und das Adelsgeschlecht der Familie Albret hat hier ihre Wurzeln. Der Name ist eine Ableitung aus dem gascognischen Wort bret (deutsch Hase).
Die Einwohner werden Labritois und Labritoises genannt.

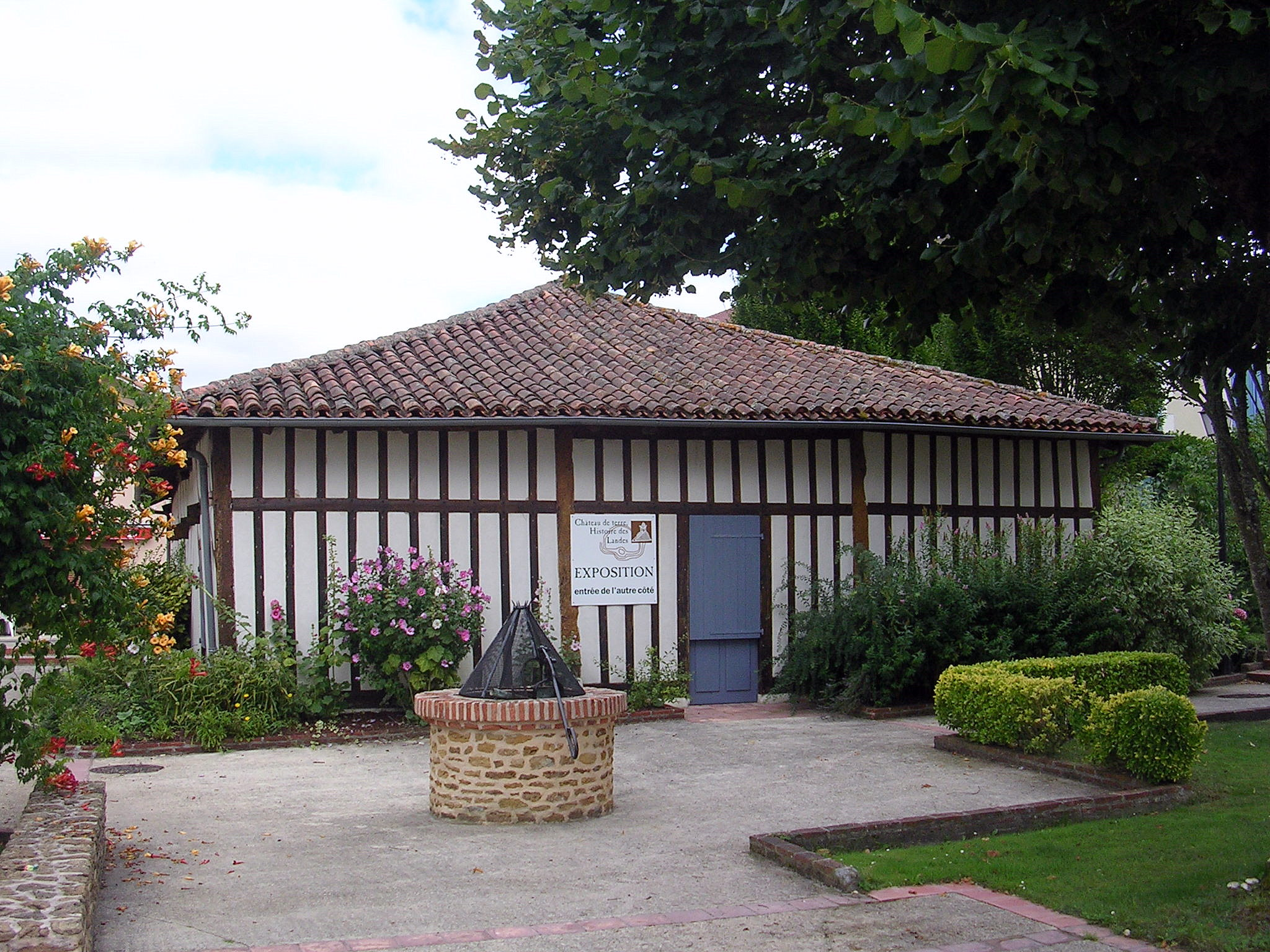
Haus in regionaler Bauweise

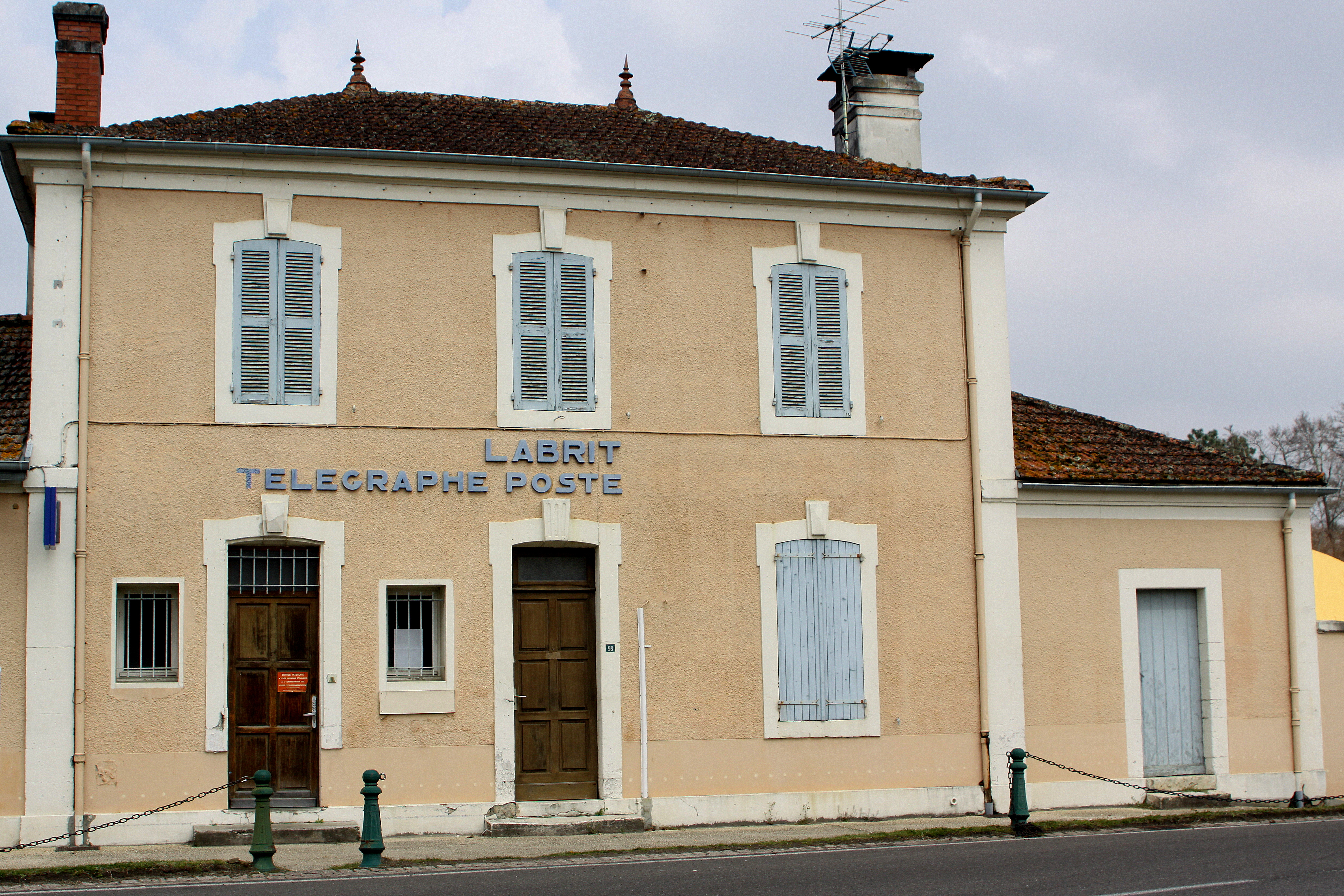
Büro der Post in Labrit

## Geographie
Labrit liegt ca. 25 Kilometer nördlich von Mont-de-Marsan in der historischen Provinz Gascogne.
Umgeben wird Labrit von den Nachbargemeinden:
|        | Luxey                                       | Le Sen |
| Sabres | Kompassrose, die auf Nachbargemeinden zeigt | Cachen |
| Vert   | Brocas                                      | Bélis  |

Labrit liegt in den Einzugsgebieten der Flüsse Adour und Eyre.
Der Estrigon, ein Nebenfluss der Midouze, durchquert das Gebiet der Gemeinde ebenso wie seine Nebenflüsse, die in Labrit entspringen,
- der Ruisseau de Mégnot,
- der Ruisseau de Bernin,
- der Ruisseau de Bernède und
- der Ruisseau de Biensang.

Der Ruisseau de l’Escamat, am Oberlauf auch Ruisseau de Taringat genannt, ist ein Nebenfluss der Eyre und entspringt in Labrit ebenso wie die Barade de Brigaille und der Ruisseau de la Lagune, Nebenflüsse der Laste.

## Geschichte
Überreste einer Villa belegen die Besiedelung in gallorömischer Zeit. Die Gemeinde wurde im Mittelalter bekannt, weil sie die Heimat der Albrets, eines der mächtigsten Familien des Südwestens wurde. Relikte ihrer Burg sind heute noch zu erkennen. Die Mitglieder der Familie wurden Seigneurs der umliegenden Ländereien, bevor ihre Macht sich auf die gesamte Region ausdehnte. Jeanne d’Albret heiratete im 16. Jahrhundert den König von Navarra und ihr Sohn wurde der französische König Heinrich IV. 1536 war Labrit der Hauptort des Herzogtums und Pairie der Albrets. Im Zweiten Kaiserreich entwickelte sich in den Landes eine Politik der Entwässerung, da die Region als wildes Land angesehen wurde. Jules Chambrelent und Henri Crouzet, Ingenieure des Ponts et Chaussées wurden beauftragt, Kiefern anzupflanzen. Mit ihrem Holz konnte nun Baumharz gesammelt werden und Pfeiler für Bergwerke und Eisenbahnen hergestellt werden. Die Waldwirtschaft wurde zum bestimmenden Wirtschaftsfaktor der Gemeinde.
Labrit besaß einen Bahnhof an der Eisenbahnlinie, die Mont-de-Marsan mit Luxey verband und 1906 eröffnet wurde. 1955 wurde die Beförderung von Personen, 1959 der Güterverkehr eingestellt.

### Bevölkerungsentwicklung
Nach Beginn der Aufzeichnungen stieg die Einwohnerzahl bis zu Beginn des 20. Jahrhunderts auf einen Höchststand von rund 1270. In der Folgezeit sank die Größe der Gemeinde bei kurzen Erholungsphasen bis zu den 1990er Jahren auf rund 665 Einwohner, bevor eine Wachstumsphase einsetzte, die die Größe auf über 800 Einwohner ansteigen ließ, in jüngster Zeit aber wieder stagnierte.
| Jahr      | 1962 | 1968 | 1975 | 1982 | 1990 | 1999 | 2006 | 2010 | 2022 |
| --------- | ---- | ---- | ---- | ---- | ---- | ---- | ---- | ---- | ---- |
| Einwohner | 815  | 757  | 682  | 699  | 666  | 715  | 825  | 874  | 849  |

## Sehenswürdigkeiten

### PfarrkircheSaint-Médard

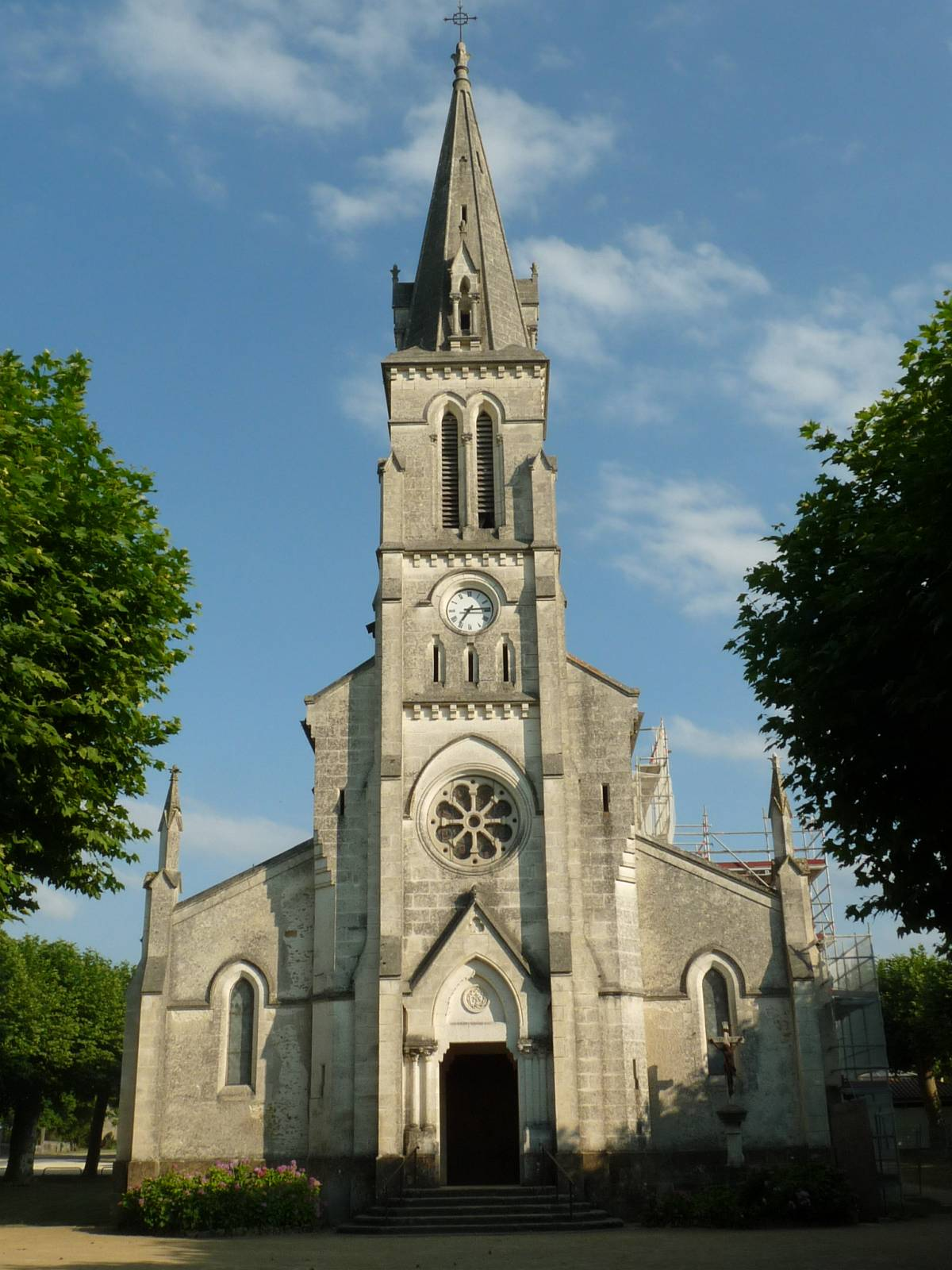
Pfarrkirche Saint-Médard

Die frühere Pfarrkirche von Labrit wurde 1285 erstmals in den Schriften erwähnt. Sie besaß ein Langhaus mit einem Hauptschiff mit Wandverkleidung, einen Glockengiebel und eine flach abschließende Apsis. Trotz mehrerer Arbeiten im 19. Jahrhundert, bei denen u. a. eine Sakristei hinzugefügt wurde, wurde die Kirche als unzureichend und als in einem zu schlechten Zustand befindlich erachtet. Sie wurde deshalb nach 1893 abgerissen, und eine neue Kirche wurde von 1886 bis 1888 nach Plänen des Architekten der Diözese, Jules François Dupouy, im neugotischen Stil erbaut und dem heiligen Medardus von Noyon geweiht. Ein Teil der Baumaterialien des alten Bauwerks wurde hierbei wiederverwendet. Die heutige Kirche ist mit drei Kirchenschiffen mit einer Länge von sechs Jochen ausgestaltet. Das Hauptschiff wird durch einen Chor verlängert, der von zwei Sakristeien flankiert wird. Im Westen erhebt sich ein viereckiger Glockenturm mit schmalen polygonalen Treppentürmen an seinen beiden Seiten aus dem Gebäude. Ein Eingangsportal mit einem spitzbogenförmigen Tympanon führt zum Vorraum im Erdgeschoss des Glockenturms. Ein Vielpass über dem Eingangsportal lässt Licht in das Innere. Eine Empore erhebt sich über dem Hauptschiff. Dieses ist mit einem Kreuzrippengewölbe ausgestattet, das auf runden Pfeilern ruht, und wird durch hohe, spitzbogenförmige Glasfenster beleuchtet. Die Kapitelle der Säule und die Dienste sind mit Blättern und Krabben bildhauerisch ausgestaltet. Die Schlusssteine im Hauptschiff sind mit dem Agnus Dei, dem Wappen des Papstes Leo XIII., dem Wappen des Bischofs Delannoy von Aire, einem Kelch und einer Stola sowie zwei Rosetten verziert. Das Kirchengebäude ist mit verputztem Bruchstein errichtet, mit Ausnahme des Glockenturms, der mit Werksteinen gebaut wurde. Die Bedachung besteht aus Falzziegeln mit Ausnahme des oktogonalen Turmhelms aus Mauerwerk. Strebepfeiler umlaufen die gesamte Kirche.
Die Kirche hat nur wenige Gegenstände des Mobiliars der früheren Kirche übernommen. Die bemerkenswertesten sind hierbei eine Statue und ein Flachrelief aus Holz aus dem 18. Jahrhundert, die den Heiligen Medardus bzw. den heiligen Antonius darstellen, die primären und sekundären Schutzpatrone der Pfarrkirche. Die 160 cm hohe Statue des Medardus zeigt ihn in jungen Jahren und bartlos in bischöflicher Kleidung, Soutane, Chorhemd aus Leinen und Spitze, Stola, Pluviale und Mitra. In der linken Hand trägt er einen Krummstab, die rechte ist zum Segnen erhoben. Die Statue besetzte wahrscheinlich eine Nische des Altarretabels des Hauptaltars der früheren Kirche. Das vierteilige Relief ist in einem vergoldeten Rahmen eingefasst. Es zeigt den heiligen Antonius kniend in Büßerhaltung mit einer Hand auf seiner Brust. Neben ihm sind auf einem Felsen ein Schädel, ein offenes Buch und ein Glöckchen zu sehen, links ein Kruzifix am Eingang einer Grotte, hinter ihm sein Attribut, das Schwein. Im Hintergrund ist eine Landschaft mit Tal und Bergen zu erkennen. Ursprünglich belegte das Relief das Altarretabel des Hauptaltars der früheren Kirche.
Acht Glasfenster sind Werke des Glasmalers Gustave Pierre Dagrant aus Bordeaux, die 1893 beim Bau der heutigen Kirche entstanden sind. Sie zeigen neben geometrischen Darstellungen folgende biblische Personen, Motive und Symbole:
- das Motiv des Herzens Jesu,
- den Apostel Petrus
- den heiligen Paulus mit einem Schwert,
- den heiligen Medardus,
- den heiligen Josef,
- den heiligen Antonius beim Gebet in seiner Einsiedelei,
- die Verkündigung des Herrn und
- in einer Fensterrose eine Taube als Symbol des Heiligen Geistes umrahmt von den vier Evangelisten und den vier lateinischen Kirchenvätern.[12]

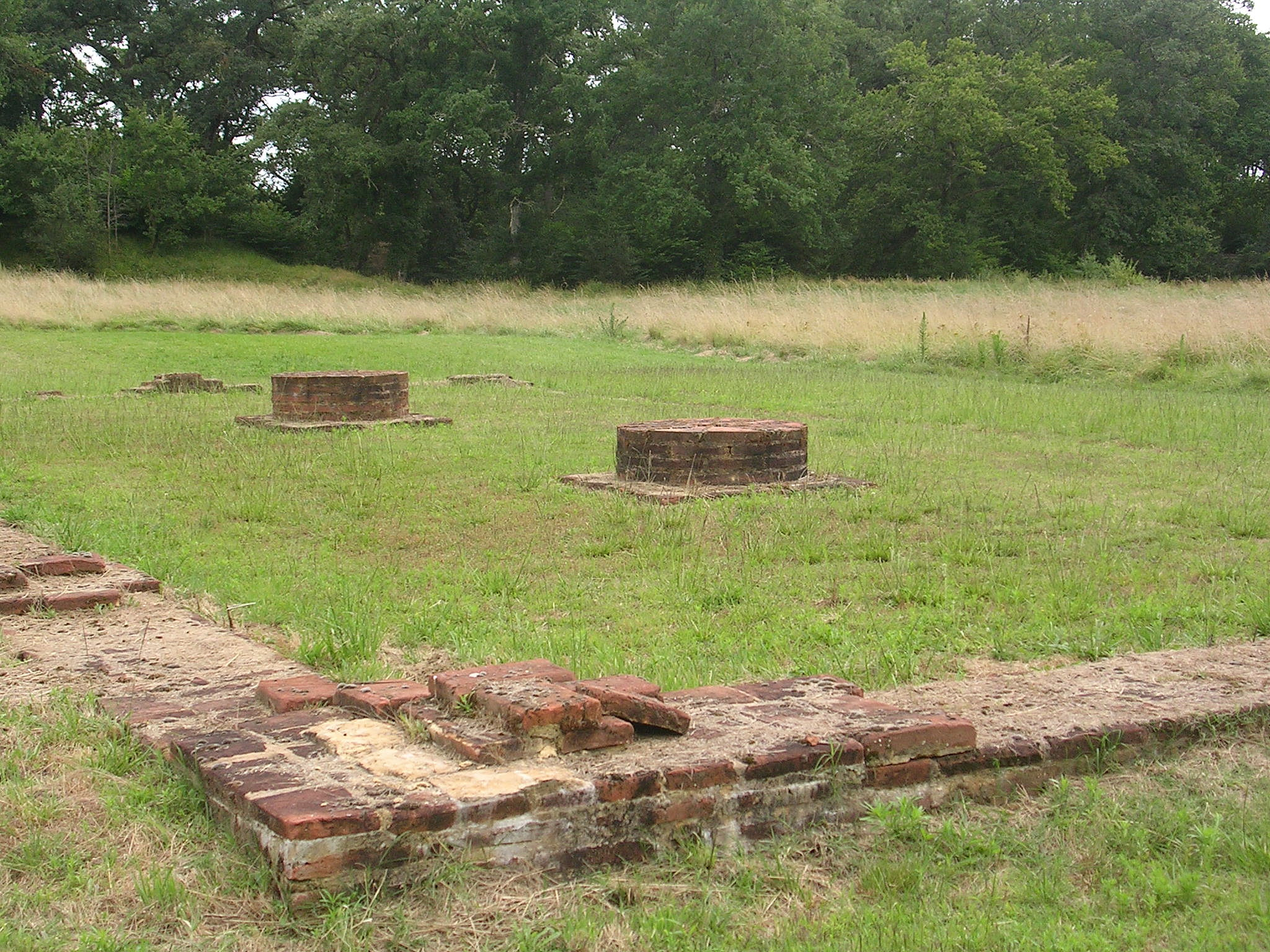
Fundamente des Schlosses Albret

### Burgruine
Die Errichtung der ersten Burg fand gegen 1127 statt unter Verwendung der Baumaterialien des Standorts, Lehm und Holz. Amanieu VII. von Albret fügte in den Jahren 1310 bis 1320 eine Burg aus Stein im östlichen Bereich des Innenhofs hinzu. Der Abriss der Burgruine erfolgte im Jahre 1820. Seit dem 16. März 1988 ist das Areal als Monument historique eingeschrieben.

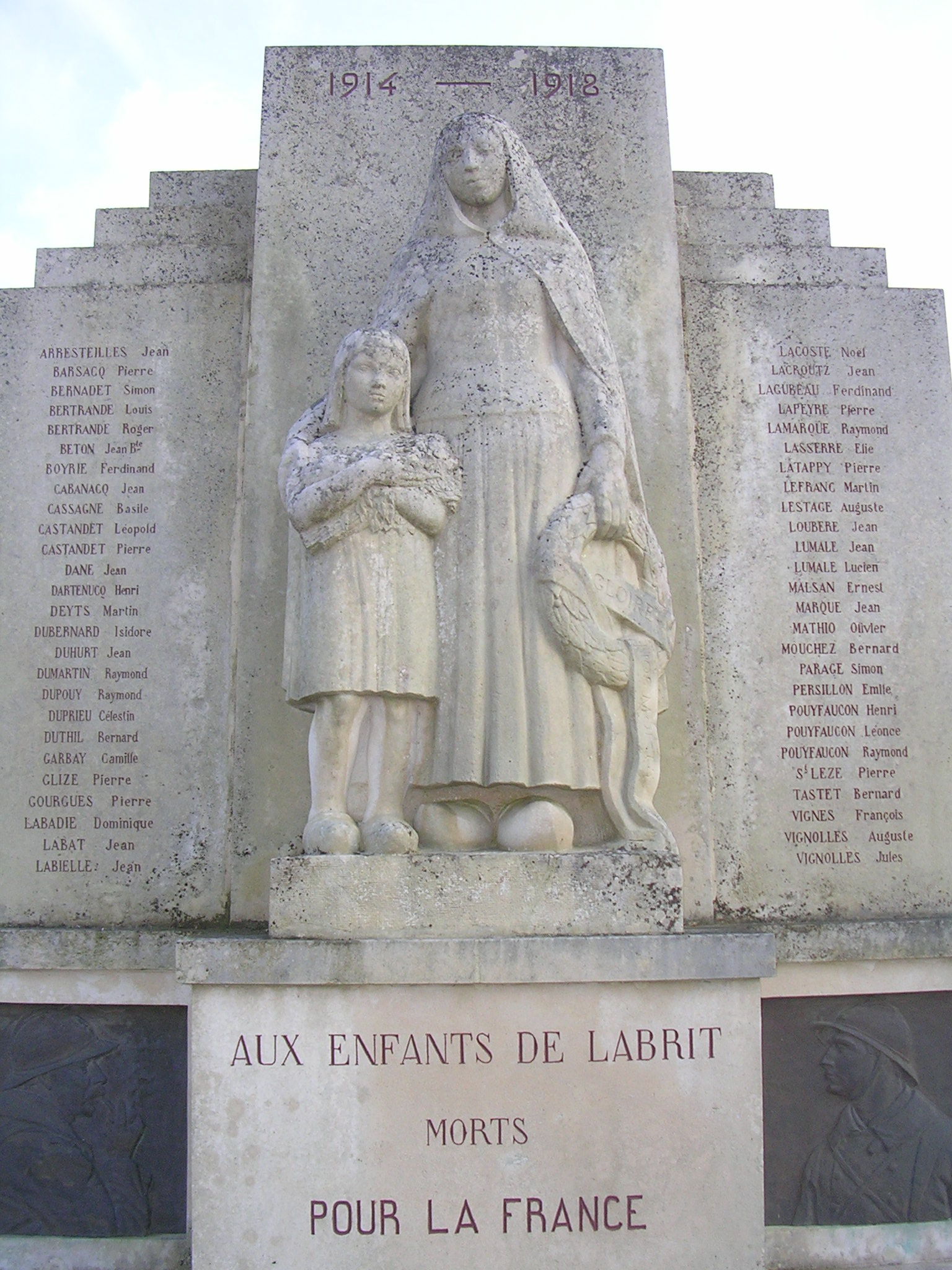
Ehrenmal zum Gedenken der Gefallenen des Ersten Weltkriegs

### Ehrenmal zum Gedenken der Gefallenen im Ersten Weltkrieg
Robert Wlérick schuf im Jahre 1922 das Denkmal, das in der Nähe der Pfarrkirche aufgestellt ist. Es besteht aus einer flachen Stele auf das sich eine Statue stützt, die eine Mutter, die das traditionelle Kopftuch trägt, mit ihrer Tochter darstellt. An jeder Seite zeigt ein Relief die Profile von einem jungen und einem alten Poilu. Das Denkmal ist seit dem 21. Oktober 2014 als Monument historique eingeschrieben.

## Wirtschaft und Infrastruktur
Handel und Dienstleistungen sind die wichtigsten Wirtschaftsfaktoren der Gemeinde.

### Bildung
Die Gemeinde verfügt über eine öffentliche Vorschule mit 61 Schülerinnen und Schülern im Schuljahr 2017/2018 und seit September 2015 ein Collège.

### Sport und Freizeit
- Labrit liegt im Regionalen Naturpark Landes de Gascogne.[19]

- Ein Rundweg mit einer Länge von 39 km führt vom Zentrum von Labrit mit dem Fahrrad durch das Gebiet der Gemeinde.[20]

### Verkehr
Labrit ist erreichbar über die Routes départementales 57, 392, 626 und 651.